# ビーゴ占領
ビーゴ占領（ビーゴせんりょう、英語: Capture of Vigo）は四国同盟戦争中の1719年10月、イギリスの遠征軍がスペイン王国の海岸に上陸し、ビーゴ、レドンデーラ、ポンテベドラを10日間占領した戦闘。

## 背景
スペインは1719年ジャコバイト蜂起に加担したが、グレン・シールの戦いで敗れた。スペインへの報復として、イギリス軍はスペインへの打撃を準備した。遠征軍の総指揮官は初代コバム子爵で、戦列艦4隻（イプスイッチ、エンタープライズ、ビッデフォード、キンセール）で構成された艦隊の指揮官はジェームズ・ミゲルス海軍中将が務めた。ほかにはジョージ・ウェード率いる6千人を乗せた爆弾船と輸送船数隻もあった。遠征は同盟軍がしようと思えばスペインの脆弱な海岸に簡単に攻撃を仕掛けることが可能である、というスペインへの示威としての側面もあり、襲撃はスペインに交渉を迫るためにフランスによるスペイン東海岸への襲撃と同時に行われた。

## 遠征

### ビーゴ

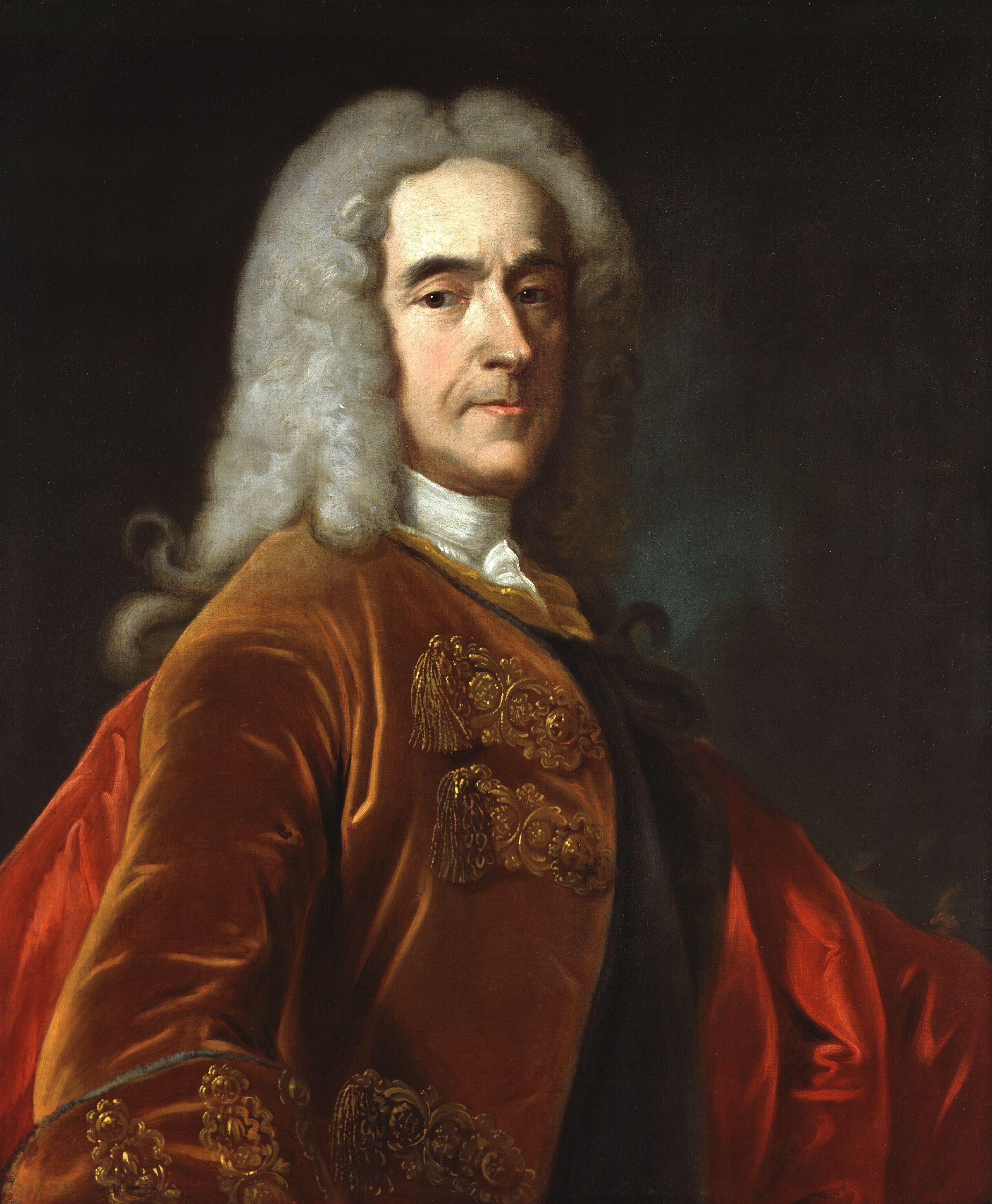
初代コバム子爵、ジャン＝バティスト・ヴァン＝ロー作、1740年頃。

9月21日、遠征軍はファルマスを発ち、8日後にビーゴに到着した。艦隊はすぐにビーゴ港に入り、ビーゴの町から3マイル離れた砂浜で上陸した。10月1日、カストロ要塞の向こうにあるサン・セバスティアン要塞の城壁の下にある高台を占領し、ビーゴの町と港を威嚇した。その夜、フィリップ・ホニーウッド准将率いる兵士800人はサン・セバスティアンを強襲し、スペインの守備軍は不意を突かれ、大砲を破壊して砦へ撤退した。2日後に爆弾を載せたケッチが使用されたが射程が限定されたため効果が薄く、代わりに臼砲40門が艦隊から運ばれた。3日から4日、いくつかの攻城用大砲が艦隊からサン・セバスティアンに運ばれた。
10月10日、激しい砲撃のなか、砦の守備軍は数で上回られた上に救援軍の望みもなかったため降伏を決意した。駐留軍はドン・ファドリケ・ゴンサレス・デ・ソト率いるエスパニョール連隊の7個中隊、バレンシア連隊の4個中隊だった。強襲と砲撃でスペイン軍は300人の死傷者を出し、また降伏の時には469人しか残っていなかった。イギリス軍は戦死6人、負傷20人だった。多くの大砲、小型化火器、弾薬が見つけられ、鹵獲されたか破壊された。捕虜のスペイン軍からはイギリス侵攻のための装備であることがわかり、町にある大型砲60門と砦にある大砲43門（うち真鍮製の大砲は15門、また2門は臼砲だった）が破壊された。港にある船7隻（うち3隻は私掠船）が奪取された。イギリス軍はワインの倉庫を見つけ、多くがそれを飲み、3日間騒ぎをおこした。コバム子爵は残りのワインを戦利品に加えた。

### レドンデーラとポンテベドラ
10月10日、コバム子爵はジョージ・ウェードに命じて兵士と海兵隊1,000人に輸送船4隻に乗ってポンテベドラ港に向かわせた。一方、すでに占領したビーゴに2千人を駐留させた後、ビーゴは内陸への進軍を命じた。少数の軍勢がレドンデーラに到着すると、守備軍がいないことがわかり、その古い要塞ががれきとなっていたので、レドンデーラもビーゴと同じ運命をたどった。
ポンテベドラではイギリス軍が10月14日に上陸、スペイン軍の抵抗をはねつけた。町を守っていたマリン要塞（Marin）はジョン・リゴンアー率いる擲弾兵100人に易々と占領され、スペインの抵抗は崩壊してその日の終わりにはイギリス軍がポンテベドラを占領した。大砲86門が破壊され、兵器工場が放火された。ウェードはサンティアゴ・デ・コンポステーラに侵攻をちらつかせて4万ポンドを徴収した。
完全なる成功を得て、スペイン軍によるイギリスへの侵攻を阻止したことで、イギリス軍はもう占領を続ける意味がないと考えた。

## その後
10月24日、コバム子爵は軍を乗船させ、2日後にイングランドへ戻るべく出航した。11月11日、ミゲルスは輸送船の大半とともにファルマスに到着した。戦利品は鉄銃190丁、真鍮制の重銃30丁、火器1万本、火薬2千バレルなどと大量であった。
遠征は素早く行われ、その目的を（疫病、逃亡、戦闘により）300人失っただけで達成した。スペイン政府では自国が同盟軍の襲撃に対して脆弱であることから、フランス戦線以外で新たな戦端が開く可能性が驚きを持って受け入れられた。